# Maria Solarska
Maria Solarska (ur. 1974) – polska historyk, doktor habilitowany nauk humanistycznych, profesor uczelni Wydziału Historii Uniwersytetu im. Adama Mickiewicza w Poznaniu.

## Życiorys
2 grudnia 2002 obroniła pracę doktorską Pisarstwo historyczne Michela Foucaulta jako diagnoza teraźniejszości i projekt przyszłości (promotor Wojciech Wrzosek), 7 maja 2012 habilitowała się na podstawie pracy zatytułowanej S/przeciw-historia. Wymiar krytyczny historii kobiet. Została zatrudniona na stanowisku profesora uczelni na Wydziale Historii Uniwersytetu im. Adama Mickiewicza. Od 1 stycznia 2021 roku kierownik Zakładu Metodologii Historii i Historii Historiografii UAM.
Pełni funkcję profesora uczelni na Wydziale Historii Uniwersytetu im. Adama Mickiewicza w Poznaniu.